# Euro Shopper

Landen waarin Euro Shopper actief was

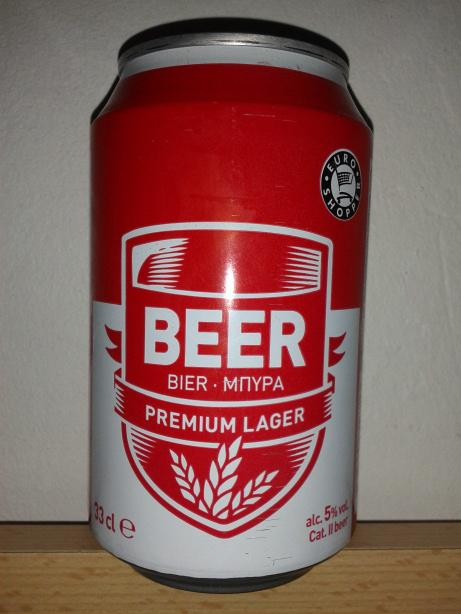
Euroshopper Premium Lager

Euro Shopper was een merk met een goedkoop, alledaags assortiment, ontwikkeld door AMS Sourcing B.V. Het merk werd in 1996 op de markt gebracht en wordt sindsdien verkocht door een aantal AMS-leden verspreid over Europa.
Euro Shopper-producten zijn voornamelijk producten die lang houdbaar zijn; zowel nationale producten die slechts in één land verkocht worden, als internationale producten die in meerdere landen worden verkocht. De producten hebben een simpel en uniform uiterlijk (in ieder land dezelfde verpakking met de productnaam groot in het Engels) dat het imago van een no-nonsense en goedkoop merk heeft. Begin 2010 is de Euro Shopper-verpakking veranderd.
Vanaf april 2013 werd het Euro Shopper-merk uit de Nederlandse Albert Heijn-winkels vervangen door het merk AH Basic. Ook in andere landen waar Ahold actief is, zou de Euro Shopper-naam verdwijnen.

## AMS-leden die Euro Shopper-producten verkopen (2011)
| Keten                        | Land                |
| ---------------------------- | ------------------- |
| Booker                       | Verenigd Koninkrijk |
| Elomas LTD                   | Griekenland         |
| Hagar                        | IJsland             |
| Jeronimo Martins & Filhos SA | Portugal            |
| Kesko                        | Finland             |
| Albert                       | Tsjechië            |